# Heli Hiltunen
Heli Hiltunen, född 28 november 1960 i Heinola, är en finländsk konstnär. 
Hiltunen genomgick Konstindustriella högskolan (grafisk design) 1980–1986 och Bildkonstakademin 1986–1990. Hon ställde ut första gången på De ungas utställning 1989 och har framträtt som målare, bland annat med seriella arbeten samt som foto- och videokonstnär. I sina arbeten kombinerar hon ofta målningar och fotografier. Hennes motiv växlar från det förgångna till nuet, mellan verklighet och minnen samt ger utrymme åt olika tolkningar och väcker skiftande tankar och känslor. I hennes stundom melankoliska landskapsmotiv kan man också förnimma intryck av hennes släktrötter i Karelen. Hon medverkade i Carnegie Art Award-tävlingen 2000 och var 2001 mottagare av Ars Fennica-priset. 